# Peter Barlow
Peter Barlow, född 13 oktober 1776 i Norwich, Norfolk, England, död 1 mars 1862 i Charlton, London, var en brittisk matematiker och fysiker, som var professor i matematik vid militärakademin i Woolwich. Han har gett ut ett flertal skrifter av matematiskt, teknisk och fysikaliskt innehåll och var livligt verksam för järnvägsväsendets utveckling i England. Barlow konstruerade även Barlows hjul.

## Karriär och vetenskapligt arbete
År 1801 utnämndes Barlow till biträdande matematikmästare vid Royal Military Academy Woolwich, och behöll denna post till 1847. Han bidrog med artiklar om matematik till The Ladies' Diary samt publicerade böcker som:
- An Elementary Investigation of the Theory of Numbers (1811);
- A New Mathematical and Philosophical Dictionary (1814); and
- New Mathematical Tables (1814).

Den senare blev känd som Barlows tabeller och ger kvadrater, kuber, kvadratrötter, kubrötter och reciproka tal av alla heltal från 1 till 10 000. Dessa tabeller trycktes regelbundet om fram till 1965, då datorer gjorde dem föråldrade. Han bidrog till Rees Cyclopædia-artiklar om algebra, analys, geometri och materialstyrka. Barlow bidrog också till stor del till Encyclopædia Metropolitana.

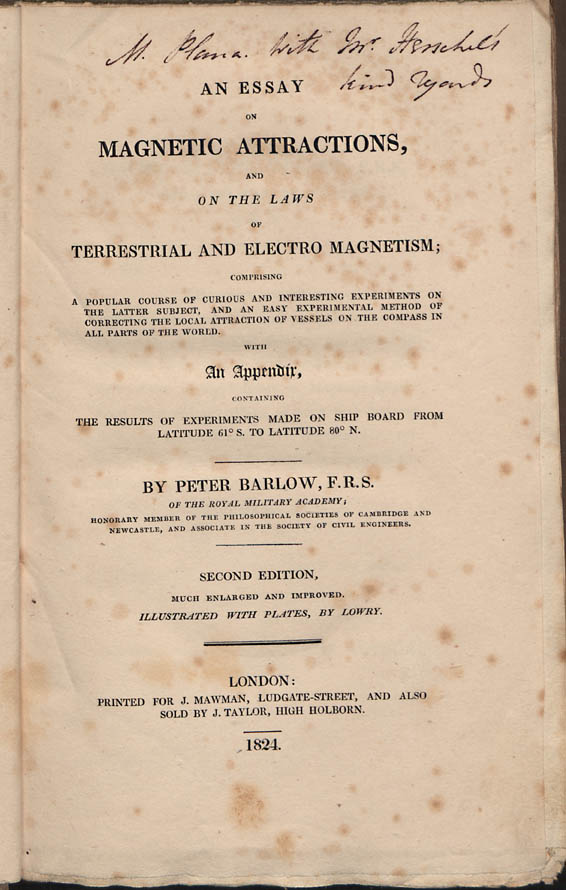
Uppsats om magnetisk attraktion och om lagarna för markbunden och elektromagnetism, 1824

I samarbete (1827–1832) med optikern George Dollond byggde Barlow en akromatisk lins som använde flytande koldisulfid. (Akromatiska linser var viktiga optiska element i förbättrade teleskop.) År 1833 byggde Barlow en akromatisk dubbellins av sammanfogat flintglas och kronglas. Ett derivat av denna konstruktion, som kallas en Barlowlins, används ofta i modern astronomi och fotografi som ett optiskt element för att öka både akromatism och förstoring.
År 1823 utnämndes Barlow till stipendiat i Royal Society. Två år senare tilldelades han Copleymedaljen för sitt arbete med att korrigera avvikelsen i fartygskompasser orsakad av närvaron av järn i fartygsskrovet. En del av hans magnetiska forskning gjordes i samarbete med Samuel Hunter Christie. Han genomförde tidiga experimentella observationsstudier om ursprunget till markbunden magnetism och krediteras för Barlows hjul (en tidig homopolär elektrisk motor) och för Barlows lag (en inkorrekt formel för elektrisk konduktans).
Ångloksdrift fick stor uppmärksamhet i Barlows händer och han satt i järnvägskommissionen 1836, 1839, 1842 och 1845. Han genomförde också flera undersökningar för den nybildade Järnvägsinspektionen i början av 1840-talet.
Barlow gav flera bidrag till teorin om materialstyrka, såsom Essay on the strength and stress of timber (1817) som innehåller experimentella data som samlats in i Woolwich. Den sjätte upplagan (1867) av detta arbete utarbetades av Barlows två söner efter hans död och innehåller en biografi om deras far. Barlow tillämpade också sin kunskap om material på utformningen av broar. Han invaldes som utländsk hedersledamot av American Academy of Arts and Sciences 1832.

## Utmärkelser och hedersbetygelser
- Copleymedaljen,  1825[5]
- Copleymedaljen,  1825
- Fellow of the Royal Society
- Fellow of the American Academy of Arts and Sciences

[Redigera Wikidata]